# Molgula
Molgula är ett släkte av sjöpungar som beskrevs av Forbes in Forbes och Sylvanus Charles Thorp Hanley 1848. Molgula ingår i familjen kulsjöpungar.

## Dottertaxa tillMolgula, i alfabetisk ordning[1][2]
- Molgula amesophleba
- Molgula antiborealis
- Molgula appendiculata
- Molgula arenata
- Molgula bacca
- Molgula bisinus
- Molgula bleizi
- Molgula bourbonis
- Molgula calvata
- Molgula caminae
- Molgula celebensis
- Molgula celtica
- Molgula citrina
- Molgula coactilis
- Molgula complanata
- Molgula confluxa
- Molgula congata
- Molgula contorta
- Molgula cooperi
- Molgula crinita
- Molgula crustosa
- Molgula delicata
- Molgula dextrocarpa
- Molgula diaguita
- Molgula dicosta
- Molgula dione
- Molgula discogona
- Molgula diversa
- Molgula echinosiphonica
- Molgula ellistoni
- Molgula enodis
- Molgula estadosi
- Molgula eugyroides
- Molgula euplicata
- Molgula euprocta
- Molgula falsensis
- Molgula ficus
- Molgula georgiana
- Molgula gigantea
- Molgula griffithsii
- Molgula habanensis
- Molgula helleri
- Molgula herdmani
- Molgula hirta
- Molgula hodgsoni
- Molgula hozawai
- Molgula impura
- Molgula incidata
- Molgula karubari
- Molgula kerguelenensis
- Molgula kiaeri
- Molgula kolaensis
- Molgula kophameli
- Molgula longitubis
- Molgula lutulenta
- Molgula macquariensis
- Molgula malvinensis
- Molgula manhattensis
- Molgula marioni
- Molgula millari
- Molgula mira
- Molgula mollis
- Molgula mortenseni
- Molgula occidentalis
- Molgula occulta
- Molgula oculata
- Molgula oregonia
- Molgula pacifica
- Molgula pedunculata
- Molgula pigafettae
- Molgula pila
- Molgula plana
- Molgula platana
- Molgula platei
- Molgula platybranchia
- Molgula provisionalis
- Molgula pugetiensis
- Molgula pulchra
- Molgula pumila
- Molgula pyriformis
- Molgula regularis
- Molgula retortiformis
- Molgula rheophila
- Molgula ridgwayi
- Molgula rima
- Molgula robini
- Molgula robusta
- Molgula roemeri
- Molgula roulei
- Molgula sabulosa
- Molgula satyrus
- Molgula scutata
- Molgula setigera
- Molgula simplex
- Molgula siphonalis
- Molgula siphonata
- Molgula sluiteri
- Molgula socialis
- Molgula solenata
- Molgula somaliensis
- Molgula sphaera
- Molgula spiralis
- Molgula taprobane
- Molgula tectiformis
- Molgula tethys
- Molgula tubifera
- Molgula vara
- Molgula variazizi
- Molgula verrilli
- Molgula verrucifera
- Molgula xenophora